# Dilgt (Groningen)
De Dilgt is een buurtschap in de gemeente Groningen tussen de stad Groningen en het dorp Haren. Oorspronkelijk vormde de marke van Dilgt en Essen een van de dertien dorpen en buurtschappen van het Gorecht. Kerkelijk behoorde tot de parochie Haren.
De Dilgt ligt ten westen van Essen, tussen de weg van Groningen naar Haren en het Hoornse Diepje, iets ten noorden van Hemmen. Ter plaatse staat nog steeds een tweetal voormalige boerderijen, ongeveer ter hoogte van het Stadion Esserberg en het Maartenscollege. De naar de oude buurtschap genoemde Dilgtweg, waaraan een aantal twintigste-eeuwse villa's ligt, verbindt de middeleeuwse Oosterweg met de nog oudere Rijksstraatweg ongeveer ter hoogte van Hemmen.
Stad: Groningen

Dorpen: Garmerwolde · Glimmen · Haren · Harkstede (deels) · Lageland · Lellens · Meerstad · Noordlaren · Onnen · Sint-Annen · Ten Boer · Ten Post · Thesinge · Winneweer · Woltersum

Buurtschappen: Achter-Thesinge · Boltklap · Bouwerschap · Bovenrijge · Dilgt · Dorkwerd · Engelbert · Emmerwolde · Essen · Euvelgunne · Felland · Harendermolen · Hemert · Hemmen · Hoogkerk · Leegkerk · Hoornsedijk · Klein Harkstede · Kröddeburen · Lageweg · Lutjewolde · Middelbert · Noorddijk · Noorderhoogebrug · Oosterdijkshorn · Oosterhoogebrug · Oude Roodehaan · Paterswolde (deels) · Ruischerbrug · Roodehaan · Slaperstil · Steerwolde · Vierverlaten · Wittewierum · Zevenhuisjes

Provincie Groningen: Steden en dorpen      Nederland: Provincies · Gemeenten